# Thun-Saint-Martin
Thun-Saint-Martin – miejscowość i gmina we Francji, w regionie Hauts-de-France, w departamencie Nord.
Według danych na rok 1990 gminę zamieszkiwało 475 osób, a gęstość zaludnienia wynosiła 79 osób/km² (wśród 1549 gmin regionu Nord-Pas-de-Calais Thun-Saint-Martin plasuje się na 798. miejscu pod względem liczby ludności, natomiast pod względem powierzchni na miejscu 593.).